# Pseudophallus brasiliensis
Pseudophallus brasiliensis és una espècie de peix de la família dels singnàtids i de l'ordre dels singnatiformes.